# Gliese 581 c
Gliese 581 c е най-малката известна към момента на откриването си през пролетта на 2007 г. извънслънчева планета, и единствената, намерена в обитаема зона на друга звезда. Теоретично, на нея може да се образува течен океан. Планетата е сравнително близка, намира се на 20,5 светлинни години от Слънчевата система и е разположена по посока на съзвездието Везни. Температурата ѝ се оценява на между -30 и 30 градуса, а гравитацията и е близко до земната. Кодирано съобщение е изпратено и се очаква да пристигне там през 2029 г.